# 塞索托體育場
塞索托體育場（英語：Setsoto Stadium）是一座賴索托馬塞盧的多功能體育場，主要用於足球賽事，並作為賴索托國家足球隊的主場。塞索托體育場曾於2010-2011年進行翻新，座位數為20000個。
2017年8月，此體育場曾作為前首相湯姆·塔巴內與其妻子梅塞娅·塔巴内的婚禮場地。